# Championnat de Malaisie de football 2020
Navigation
Saison 2019 Saison 2021
La saison 2020 du championnat de Malaisie de football est la trente-neuvième édition de la première division en Malaisie. Les douze meilleurs clubs du pays sont regroupés au sein d'une poule unique où ils s'affrontent deux fois, à domicile et à l'extérieur. En fin de saison, les deux derniers du classement final sont relégués et remplacés par les deux meilleurs clubs de deuxième division.
Johor Darul Ta'zim FC, tenant du titre, remporte son septième titre de champion de Malaisie.

## Déroulement de la saison
Le championnat débute le 28 février 2020, après la 4e journée, il est interrompu à cause de la pandémie de Covid-19. Le championnat reprend le 28 août 2020, mais seuls les matchs aller seront joués.

## Clubs participants
- Johor Darul Ta'zim FC
- Perak FA
- Sabah FA - Club promu de D2
- Pahang FA
- Terengganu FA
- Kedah FA
- Melaka United
- Selangor FA
- UiTM FC Selangor - Club promu de D2
- Petaling Jaya City FC
- Royal Police - Club promu de D2
- Felda United FC

PKNS devient l'équipe réserve de Selangor FA et ne peut donc plus participer à la première division, le club est remplacé par UiTM FC Selangor.

## Compétition
Le barème de points servant à établir le classement se décompose ainsi :
- Victoire : 3 points
- Match nul : 1 point
- Défaite : 0 point.

### Classement
| Rang | Équipe                 | Pts  | J  | G | N | P | Bp | Bc | Diff |
| ---- | ---------------------- | ---- | -- | - | - | - | -- | -- | ---- |
| 1    | Johor Darul Ta'zim FCT | 29   | 11 | 9 | 2 | 0 | 33 | 8  | +25  |
| 2    | Kedah FA               | 22   | 11 | 7 | 1 | 3 | 20 | 13 | +7   |
| 3    | Terengganu FA          | 19   | 11 | 6 | 1 | 4 | 25 | 15 | +10  |
| 4    | Perak FA               | 18   | 11 | 5 | 3 | 3 | 21 | 19 | +2   |
| 5    | Selangor FA            | 17   | 11 | 4 | 5 | 2 | 26 | 19 | +7   |
| 6    | UiTM FC Selangor P     | 17   | 11 | 5 | 2 | 4 | 18 | 15 | +3   |
| 7    | Petaling Jaya City FC  | 14   | 11 | 3 | 5 | 3 | 17 | 16 | +1   |
| 8    | Pahang FA              | 14   | 11 | 4 | 2 | 5 | 18 | 18 | 0    |
| 9    | Melaka United          | 11-3 | 11 | 4 | 2 | 5 | 13 | 16 | -3   |
| 10   | Sabah FA P             | 9    | 11 | 2 | 3 | 6 | 12 | 24 | -12  |
| 11   | Felda United FC        | 7    | 11 | 1 | 4 | 6 | 11 | 26 | -15  |
| 12   | Royal Police P         | -1-3 | 11 | 0 | 2 | 9 | 5  | 29 | -24  |

|  | Qualification pour la Ligue des champions 2021                                                |
|  | Qualification pour la Coupe de l'AFC 2021                                                     |
|  | Relégation en Premier League                                                                  |
|  | T : Tenant du titre C : Vainqueur de la Coupe de la Fédération P : Club promu en Super League |

- La Coupe de Malaisie ayant été annulée, le deuxième et le troisième se qualifient pour la Coupe de l'AFC.

## Bilan de la saison
| Championnat de Malaisie de football 2020 |                                  |
| Champion                                 | Johor Darul Ta'zim FC (7e titre) |
| Coupes et trophées                       |                                  |
| Vainqueur de la Coupe de la Fédération   | non disputée                     |
| Qualifications continentales             |                                  |
| Ligue des champions de l'AFC 2021        | Johor Darul Ta'zim FC            |
| Coupe de l'AFC 2021                      | Kedah FA                         |
| Coupe de l'AFC 2021                      | Terengganu FA                    |
| Promotions et relégations                |                                  |
| Promus en Super League                   | Kuala Lumpur United FC           |
| Promus en Super League                   | Penang FA                        |
| Relégués en Premier League               | Felda United FC                  |
| Relégués en Premier League               | Royal Police                     |